# 何洛文
何洛文（1536年—1600年），字啓圖，號震川，河南汝寧府信陽州人，民籍，明朝政治人物。

## 生平
嘉靖四十年（1561年）辛酉科河南鄉試第一名舉人。嘉靖四十四年（1565年）會試第五十七名，登二甲第六十五名進士，吏部观政，改翰林院庶吉士，隆慶三年（1569年）九月授本院编修。明神宗即位，隆慶六年（1572年）八月擢升修撰，充经筵日讲官，万历元年六月升任右春坊右中允，七月主考应天府乡试，四年八月主考丙子科顺天府乡试，十二月升右谕德兼侍读，六年八月升翰林院侍讀學士掌翰林院事，七年十二月升詹事府少詹事兼侍读学士，仍掌院事，八年正月升任禮部右侍郎、兼官照旧，九年三月升本部左侍郎，兼官照旧，十月丁忧，十二年三月被御史丁此吕疏论致仕。萬曆二十八年卒。事迹详见《信阳州志》政事传。有《何震川先生集》二十八卷，其中诗集八卷。

## 家族
曾祖何信，封中書舍人；祖父何景明，提學副使；父何立，癸卯舉人，府同知進階奉政大夫。母戴氏，贈宜人；继母王氏，封宜人。弟何洛书（检讨）、何洛英（庠生）。